# Pequeño Ródano
El Pequeño Ródano (del francés: Petit-Rhône) es un corto río costero de la vertiente mediterránea de Francia, un efluente o distributario del Ródano que forma uno de los brazos de su delta fluvial y que marca el límite occidental de la Camarga. El río fluye unos 60 km hasta desaguar en Saintes-Maries-de-la-Mer, en el golfo de Beauduc.

## Situación
El Pequeño Ródano nace del curso principal del Gran Ródano, al norte de la ciudad de Arlés, dividiéndose hacia el oeste mientras el río principal sigue hacia el sureste, formando entre ambos el mayor delta fluvial de Europa. El río desemboca en el mar Mediterráneo hacia Saintes-Maries-de-la-Mer (2495 hab. en 2012). Separa simbólicamente la Petite Camargue de la Camarga.
El canal de Saint-Gilles conecta con el canal del Ródano a Sète, permitiendo así una vía de navegación con la ciudad de Sète y continuar a lo largo del canal du Midi y el canal lateral del Garona hasta el océano Atlántico. El canal apenas tiene importancia económica, y en su mayoría se usa para la práctica deportiva y el acceso de navegantes a las casas que lo flanquean.
El transbordador de cable de Bac du Sauvage cruza el Pequeño Ródano en su parte inferior (carretera departamental 85 cerca de Saintes-Maries-de-la-Mer). También lo franquean el puente de Sylvéréal o el puente Fourques.

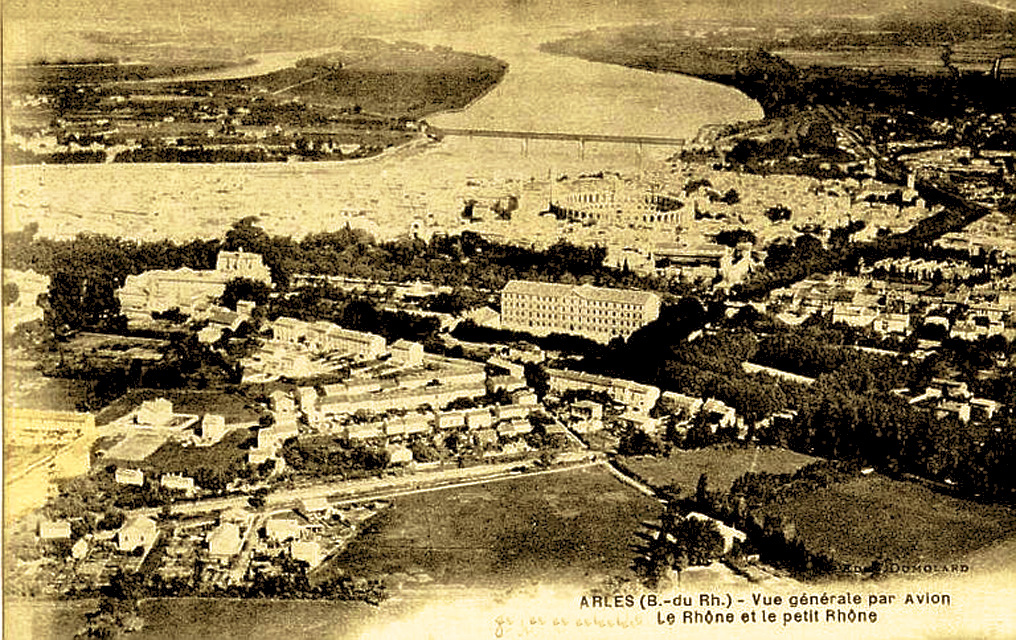
Separación del Gran Ródano y el Pequeño Ródano, al norte de Arlés
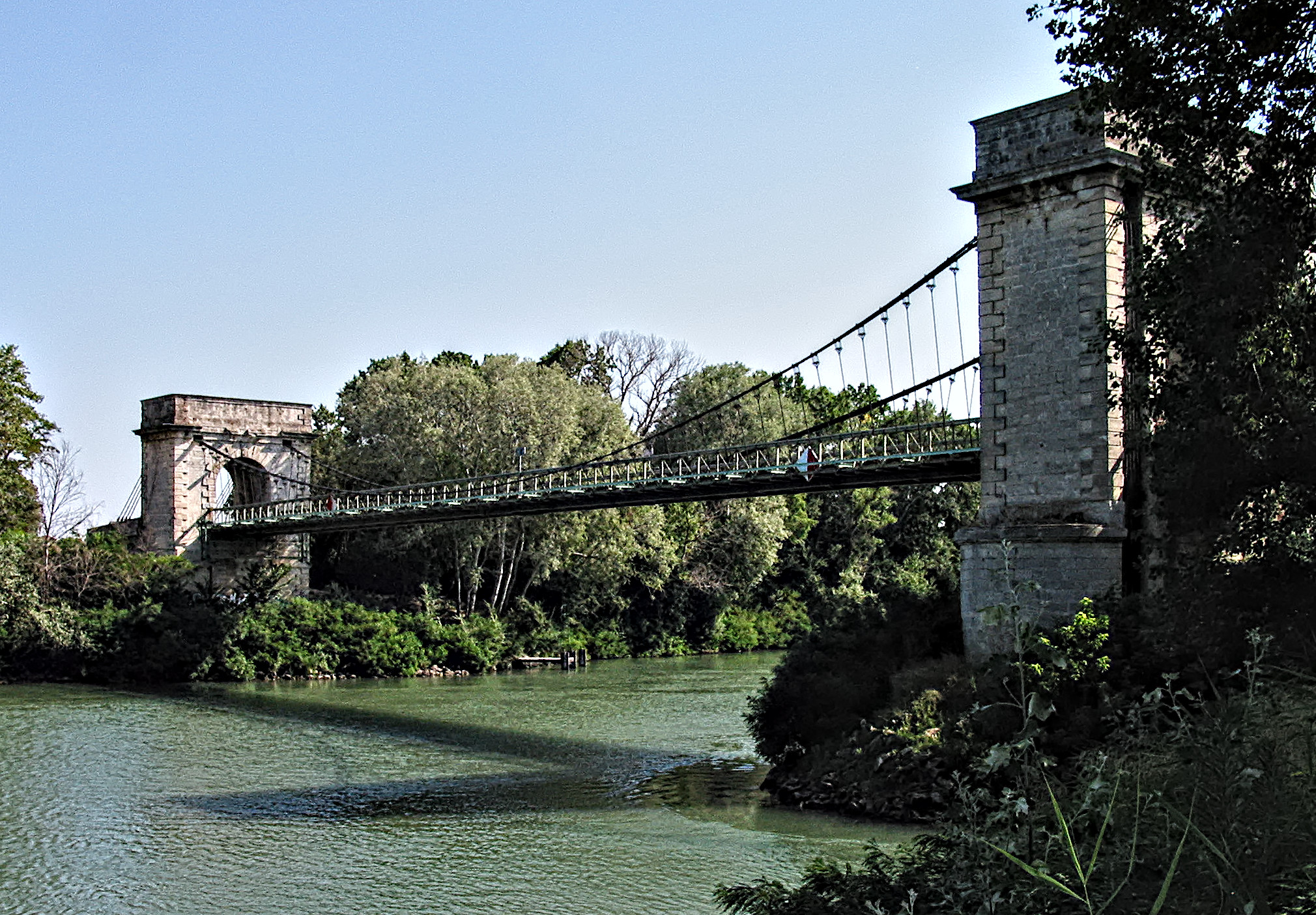
El Pequeño Ródano, que abarca desde el histórico puente colgante entre Arles-Trinquetaille y Fourques
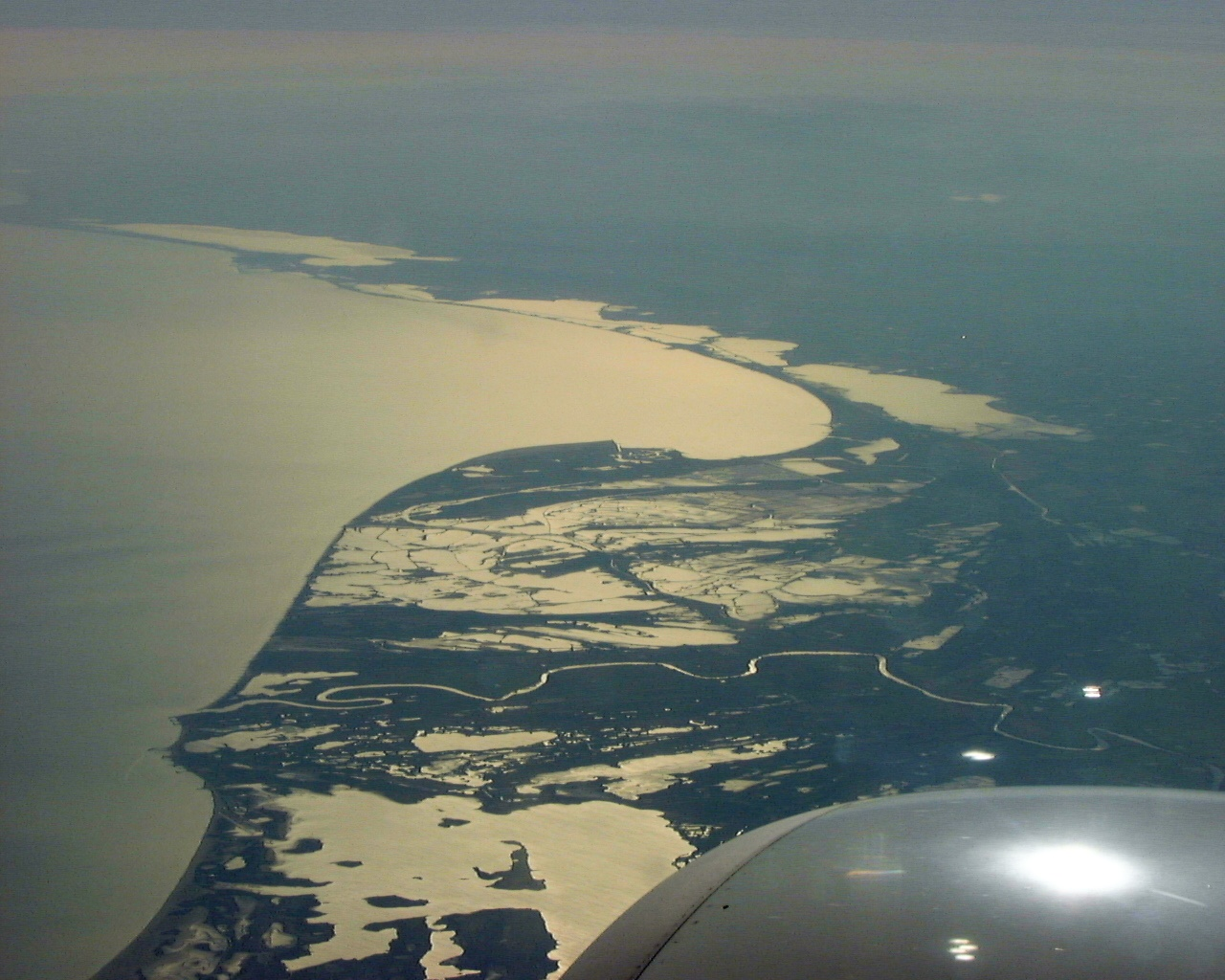
Boca del Pequeño Ródano, con la Pequeña Camarga, en el centro, detrás  Le Grau-du-Roi y Aigues-Mortes
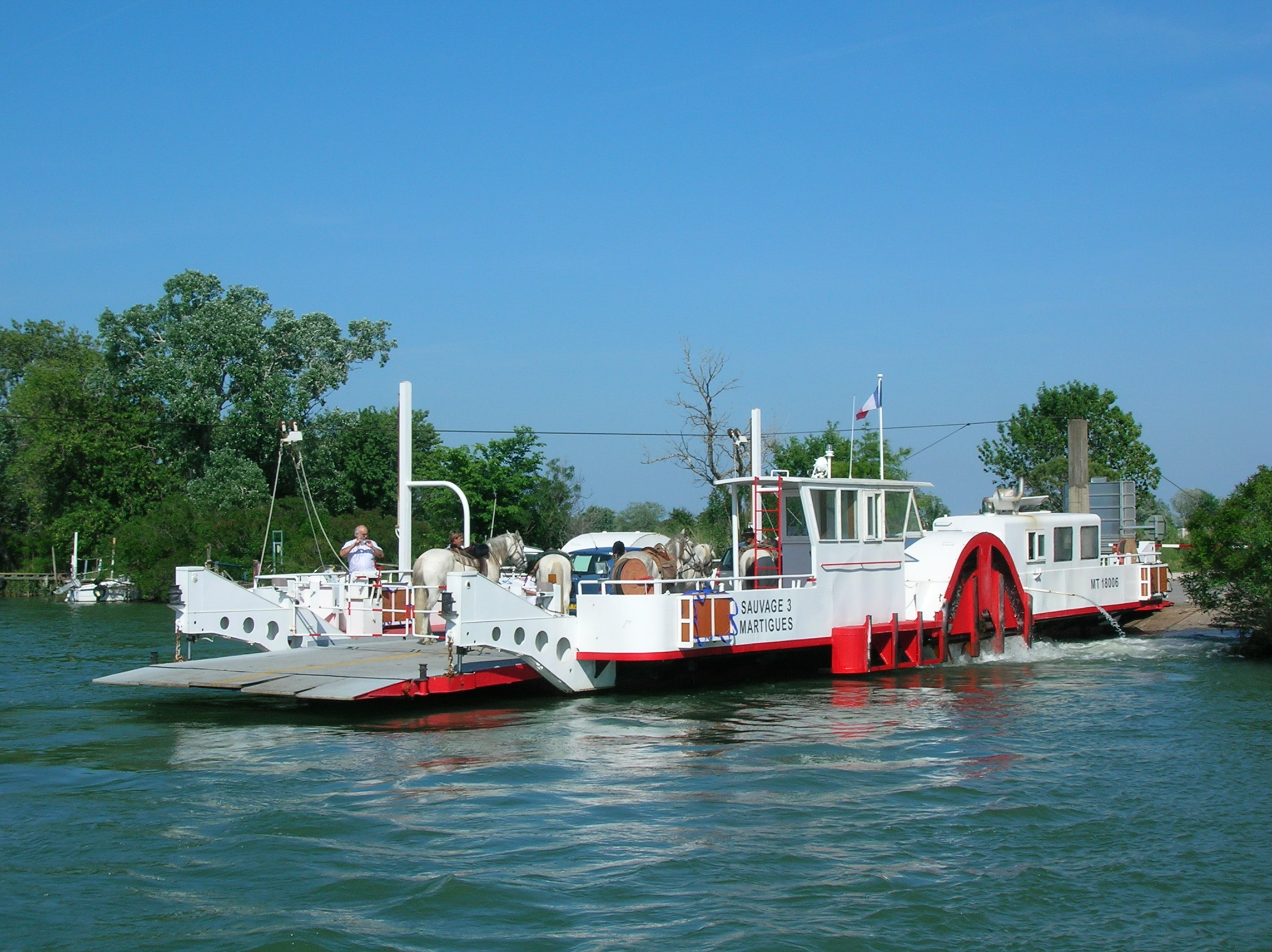
Transbordador de Bac de Sauvage en Saintes-Maries-de-la-Mer
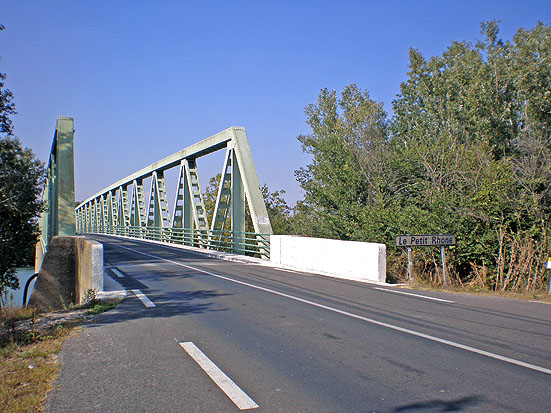
Puente de Sylvéréal